# Le Chat sur le toit
Le Chat sur le toit aussi appelé Nocturne, op. 93, est une œuvre de la compositrice Mel Bonis, datant de 1912.

## Composition
Cette mélodie a été composée pour compléter la suite inachevée des "poèmes du chat ", d'Albert Bourgault Ducoudray. En effet, c'est la mort du compositeur qui a interrompu l'achèvement de ce cycle de huit mélodies sur des poèmes de Robert du Costal avec accompagnement d'orchestre.
Mel Bonis compose le Chat sur le toit dans plusieurs versions. D'abord pour orchestre, en ré majeur, pour répondre à la mission de Bougault Ducoudray - dont  la publication posthume est faite par les éditions Furore. L'autre version est celle pour voix avec accompagnement de piano. Il existe plusieurs manuscrits : l'un d'eux est en mi majeur, avec pour intitulé « Les amours du chat », rayé, puis « Le chat sur le toit (nocturne) » ; deux autres manuscrits existent en ré majeur, intitulés « Les amours du chat » et dont un est daté de 1912, avec la mention « le ton original est pour ténor ». Cette version est publiée par les éditions Sénart en 1925, puis à titre posthume par les éditions Armiane en 2004, 2013 et 2014.

## Analyse
Une musique descriptive, vive et humoristique

## Discographie
Mel Bonis, l'œuvre vocale: Doron musique, 2006

## Sources
- Étienne Jardin, Mel Bonis (1858-1937) : parcours d'une compositrice de la Belle Époque, 2020 (ISBN 978-2-330-13313-9 et 2-330-13313-8, OCLC 1153996478, lire en ligne)